# Catedral de Noto

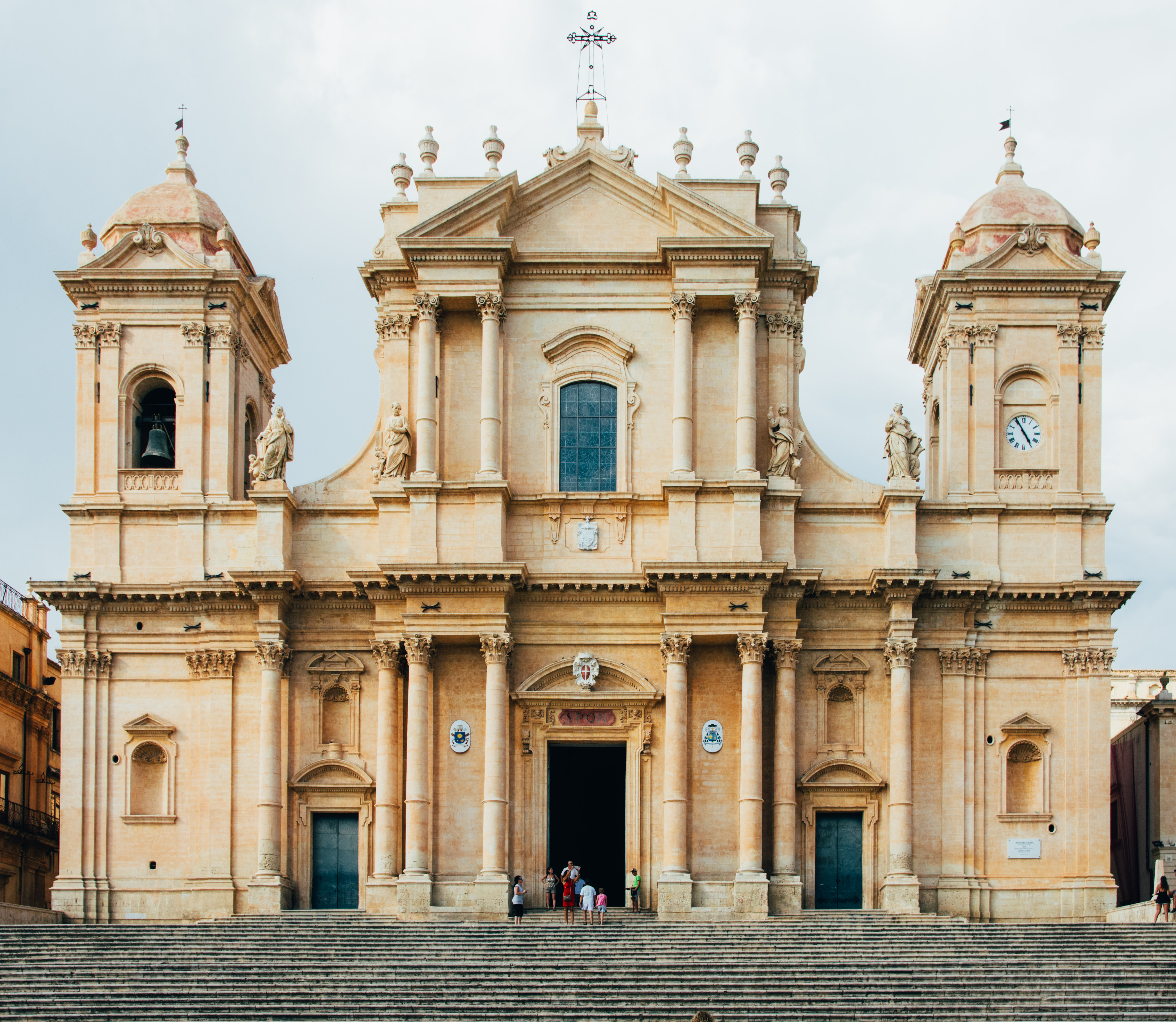
Fachada da Catedral de Noto.

Catedral de Noto é uma catedral católica da Sicília. Sua construção teve inicio no começo do século XVIII e foi concluída em 1776.

## História
A construção da Igreja de São Nicolau teve inicio no começo do século XVIII, como parte da reconstrução geral na Sicília depois do terremoto devastador de 1693.